# ليزا لورينغ
ليزا لورينغ (بالإنجليزية: Lisa Loring)‏ هي ممثلة أمريكية، ولدت في 16 فبراير 1958 في جزيرة كواجالين في جزر مارشال.

## وصلات خارجية
- ليزا لورينغ على موقع IMDb (الإنجليزية)
- ليزا لورينغ على موقع روتن توميتوز (الإنجليزية)
- ليزا لورينغ على موقع ألو سيني (الفرنسية)
- ليزا لورينغ على موقع أول موفي (الإنجليزية)
- ليزا لورينغ على موقع إن إن دي بي (الإنجليزية)
- ليزا لورينغ على موقع قاعدة بيانات الفيلم (الإنجليزية)
- ليزا لورينغ على موقع كينوبويسك (الروسية)